# Августівська операція (1915)
А́вгустівська опера́ція 1915 (в німецьких джерелах — «Зимова битва в Мазурії») — наступальна операція 10-ї та 8-ї німецьких армій у Східній Прусії проти 10-ї російської армії під час Першої світової війни.
У кампанії 1915 року німецьке командування перенесло головні зусилля з французького фронту на російський. Перший удар планувалося здійснити силами 8-ї (понад 7 з половиною піхотних та півтори кавалерійських дивізії) та 10-ї (понад 7 з половиною піхотних та 1 кавалерійська дивізія) армій, які з осені 1914 року займала позиції на фронті за 170 кілометрів від Шилленела до Ньойдорфа.
Німецьке керівництво розраховувало ударом по флангах 10-ї російської армії оточити її та знищити. Командувач 10-ї російської армії генерал Фаддей Сіверс внаслідок поганої організації розвідки не знав про нову на його ділянці 10-ту німецьку армію, яка націлювалася на його правий фланг. 7 лютого 8-ма німецька армія перейшла в наступ проти лівого флангу 10-ї російської армії в напрямку на Августів (звідки й назва операції), а 8 лютого завдала удару й 10-та германська армія в напрямку на Вержболово та Сувалки. Однак оточити російську 10-ту армію німцям не вдалося через запеклий опір 20-го російського корпусу генерала Павла Булгакова (4 піхотні дивізії ослабленого складу), оточеного між Августовим та Городнею в августівських лісах дев'ятьма німецькими дивізіями (7 піхотними та 2 кавалерійськими). Ціною майже повної загибелі корпусу наступ 10-ї німецької армії було затримано майже на 10 діб, що дозволило до 26 лютого відвести основні сили 10-ї російської армії на лінію Ковно-Осовець.